# 埃尔科 (南卡罗来纳州)
埃尔科（英語：Elko），是美国南卡罗来纳州下属的一座城市。城市类型是“Town”。其面积大约为1.05平方英里（2.72平方公里）。根据2010年美国人口普查，该市有人口193人，人口密度约为每平方 英里183.98人（约合每平方公里71.04人）。